# The Game Tour
The Game Tour fu l'undicesima tournée del gruppo rock britannico Queen, svoltasi tra il 1980 e il 1981 e legata alla promozione del loro album, The Game. Successivo al Crazy Tour, questo tour precedette l'Hot Space Tour, che si tenne nel 1982.

## Scaletta Tour U.S.A.
1. Intro
2. Jailhouse Rock
3. We Will Rock You (fast)
4. Let Me Entertain You
5. Play the Game
6. Mustapha
7. Death On Two Legs
8. Killer Queen
9. I'm in Love with My Car
10. Get Down, Make Love
11. Save Me
12. Now I'm Here
13. Dragon Attack
14. Now I'm Here (reprise)
15. Fat Bottomed Girls sostituita in varie serate con Need Your Loving Tonight oppure Rock It (Prime Jive)
16. Love of My Life
17. Keep Yourself Alive
18. Drum & Tympany solo di Roger Taylor
19. Guitar solo di Brian May
20. Brighton Rock (reprise)
21. Crazy Little Thing Called Love
22. Jailhouse Rock
23. Bohemian Rhapsody
24. Tie Your Mother Down
25. Another One Bites the Dust
26. Sheer Heart Attack
27. We Will Rock You
28. We Are the Champions
29. God Save the Queen

## Scaletta Tour Europeo
1. Intro
2. Jailhouse Rock
3. We Will Rock You (fast)
4. Let Me Entertain You
5. Play the Game
6. Mustapha
7. Death On Two Legs
8. I'm in Love with My Car
9. Killer Queen
10. Get Down, Make Love
11. Save Me
12. Now I'm Here
13. Dragon Attack
14. Now I'm Here (reprise)
15. Fat Bottomed Girls
16. Love of My Life
17. Keep Yourself Alive
18. Drum & Tympany solo di Roger Taylor
19. Guitar solo di Brian May
20. Battle Theme / The Hero / Brighton Rock (reprise)
21. Crazy Little Thing Called Love
22. Bohemian Rhapsody
23. Tie Your Mother Down
24. Another One Bites the Dust
25. Sheer Heart Attack
26. We Will Rock You
27. We Are the Champions
28. God Save the Queen

## Tour americano

### Date
| Concerti                                           | Concerti                                              |
| -------------------------------------------------- | ----------------------------------------------------- |
| 30 giugno 1980 Vancouver, Canada                   | 23 agosto 1980 Baltimora, Stati Uniti d'America       |
| 1º luglio 1980 Seattle, Stati Uniti d'America      | 24 agosto 1980 Pittsburgh, Stati Uniti d'America      |
| 2 luglio 1980 Portland, Stati Uniti d'America      | 26 agosto 1980 Providence, Stati Uniti d'America      |
| 5 luglio 1980 San Diego, Stati Uniti d'America     | 27 agosto 1980 Portland, Stati Uniti d'America        |
| 6 luglio 1980 Phoenix, Stati Uniti d'America       | 29 agosto 1980 Montréal, Canada                       |
| 8 luglio 1980 Inglewood, Stati Uniti d'America     | 30 agosto 1980 Toronto, Canada                        |
| 9 luglio 1980 Inglewood, Stati Uniti d'America     | 31 agosto 1980 Rochester, Stati Uniti d'America       |
| 11 luglio 1980 Inglewood, Stati Uniti d'America    | 10 settembre 1980 Milwaukee, Stati Uniti d'America    |
| 12 luglio 1980 Inglewood, Stati Uniti d'America    | 11 settembre 1980 Indianapolis, Stati Uniti d'America |
| 13 luglio 1980 Oakland, Stati Uniti d'America      | 12 settembre 1980 Kansas City, Stati Uniti d'America  |
| 14 luglio 1980 Oakland, Stati Uniti d'America      | 13 settembre 1980 Omaha, Stati Uniti d'America        |
| 5 agosto 1980 Memphis, Stati Uniti d'America       | 14 settembre 1980 St. Paul, Stati Uniti d'America     |
| 6 agosto 1980 Baton Rouge, Stati Uniti d'America   | 16 settembre 1980 Ames, Stati Uniti d'America         |
| 8 agosto 1980 Oklahoma City, Stati Uniti d'America | 17 settembre 1980 Saint Louis, Stati Uniti d'America  |
| 9 agosto 1980 Dallas, Stati Uniti d'America        | 19 settembre 1980 Rosemont, Stati Uniti d'America     |
| 10 agosto 1980 Houston, Stati Uniti d'America      | 20 settembre 1980 Detroit, Stati Uniti d'America      |
| 12 agosto 1980 Atlanta, Stati Uniti d'America      | 21 settembre 1980 Richfield, Stati Uniti d'America    |
| 13 agosto 1980 Charlotte, Stati Uniti d'America    | 23 settembre 1980 Glens Falls, Stati Uniti d'America  |
| 14 agosto 1980 Greensboro, Stati Uniti d'America   | 24 settembre 1980 Syracuse, Stati Uniti d'America     |
| 16 agosto 1980 Charleston, Stati Uniti d'America   | 26 settembre 1980 Boston, Stati Uniti d'America       |
| 17 agosto 1980 Cincinnati, Stati Uniti d'America   | 28 settembre 1980 New York, Stati Uniti d'America     |
| 20 agosto 1980 Hartford, Stati Uniti d'America     | 29 settembre 1980 New York, Stati Uniti d'America     |
| 21 agosto 1980 Hartford, Stati Uniti d'America     | 30 settembre 1980 New York, Stati Uniti d'America     |

## Tour europeo

### Date
| Concerti                                |                                                 |
| --------------------------------------- | ----------------------------------------------- |
| 23 novembre 1980 Zurigo, Svizzera       | 8 dicembre 1980 Londra, Regno Unito             |
| 25 novembre 1980 Parigi, Francia        | 9 dicembre 1980 Londra, Regno Unito             |
| 26 novembre 1980 Colonia, Germania      | 10 dicembre 1980 Londra, Regno Unito            |
| 27 novembre 1980 Leida, Paesi Bassi     | 12 dicembre 1980 Bruxelles, Belgio              |
| 29 novembre 1980 Essen, Germania        | 13 dicembre 1980 Bruxelles, Belgio              |
| 30 novembre 1980 Brema, Germania        | 14 dicembre 1980 Francoforte sul Meno, Germania |
| 1º dicembre 1980 Berlino, Germania      | 16 dicembre 1980 Strasburgo, Francia            |
| 5 dicembre 1980 Birmingham, Regno Unito | 18 dicembre 1980 Monaco di Baviera, Germania    |
| 6 dicembre 1980 Birmingham, Regno Unito |                                                 |

## Flash Gordon Tour (Mini Tour Giapponese) Japan 1981
La band cominciò una serie di mini-tour in giro per il mondo, cominciando dal Giappone, terra piena di fans del gruppo londinese. Nel febbraio dell'81 vennero organizzati alcuni concerti a Tokyo. Nella scaletta delle canzoni sono presenti alcuni brani tratti da Flash Gordon, oltre a Flash e The Hero vengono eseguite: Execution Of Flash, Vultan's Theme e Battle Theme, canzoni prive di testo che videro Freddie Mercury ad eseguirle alle tastiere. Queste sono state le uniche 5 date riguardanti alla promozione dell'album Flash Gordon.

### Date
| Concerti                                  |
| ----------------------------------------- |
| 12-02-1981 Tokyo, Giappone Nippon Budokan |
| 13-02-1981 Tokyo, Giappone Nippon Budokan |
| 16-02-1981 Tokyo, Giappone Nippon Budokan |
| 17-02-1981 Tokyo, Giappone Nippon Budokan |
| 18-02-1981 Tokyo, Giappone Nippon Budokan |

## South America Bites the Dust
Nel 1981 i Queen organizzano una breve serie di esibizioni tra il Brasile e l'Argentina, il Tour è stato denominato South America Bites the Dust, per ricordare il brano che è stato in testa alle classifiche dei due paesi, cioè Another One Bites the Dust.
L'esordio di questa tournée si tenne nello stadio José Amalfitani di Buenos Aires, davanti a 50.000 fan; lo show venne trasmesso in televisione il giorno successivo, seguito da oltre 30 milioni di spettatori tra Argentina e Brasile.
Nelle date al Morumbi Stadium, il 20 e 21 marzo sono state presenti 251.000 spettatori! Un vero trionfo nel Sud America!

### Date
| Concerti                            |
| ----------------------------------- |
| 28-02-1981 Buenos Aires, Argentina  |
| 01-03-1981 Buenos Aires, Argentina  |
| 04-03-1981 Mar del Plata, Argentina |
| 06-03-1981 Rosario, Argentina       |
| 08-03-1981 Buenos Aires, Argentina  |
| 20-03-1981 San Paolo, Brasile       |
| 21-03-1981 San Paolo, Brasile       |

## Gluttons for Punishment Tour
Tra il settembre e l'ottobre del 1981, i Queen andarono in un breve tour denominato Gluttons For Punishment, che consisteva in alcuni concerti nel Sud America, nei paesi meno abituati ai concerti.

### Date
| Concerti                      |
| ----------------------------- |
| 25-09-1981 Caracas, Venezuela |
| 26-09-1981 Caracas, Venezuela |
| 27-09-1981 Caracas, Venezuela |
| 09-10-1981 Monterrey, Messico |
| 17-10-1981 Puebla, Messico    |
| 18-10-1981 Puebla, Messico    |

## We Will Rock You
Il 24 e 25 novembre 1981 i Queen si esibirono in due particolari concerti a Montréal, in Canada, registrati ed inseriti nella VHS We Will Rock You, nel DVD Queen Rock Montreal e nel doppio album live Queen Rock Montreal. In queste serate, venne suonata per la prima volta Under Pressure.
| Concerti                    |
| --------------------------- |
| 24-11-1981 Montréal, Canada |
| 25-11-1981 Montréal, Canada |